# Radiointerferometro

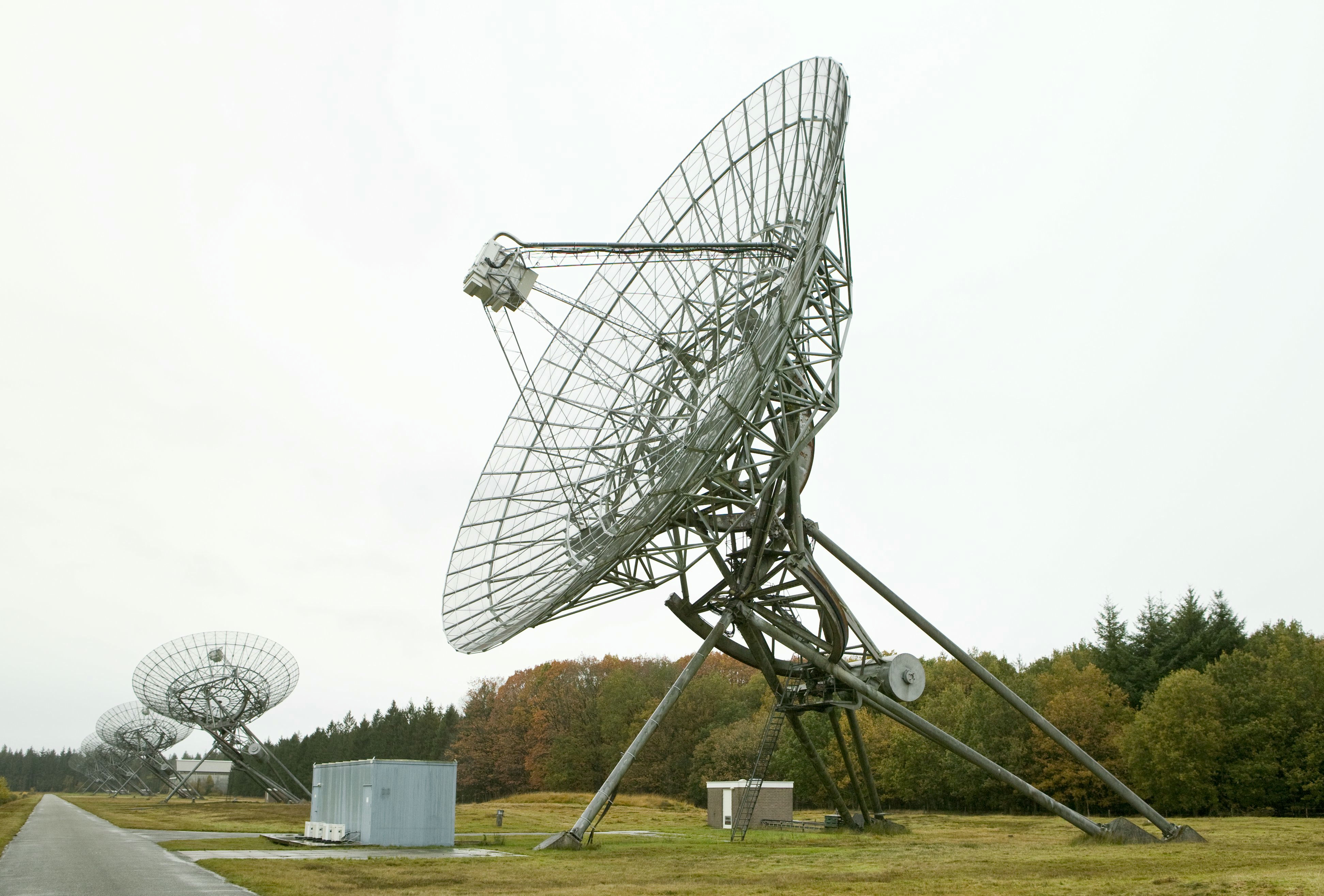
Alcuni radiointerferometri all'ex osservatorio di Westerbork, Paesi Bassi

Il radiointerferometro è uno strumento astronomico derivato da più radiotelescopi che serve a determinare la posizione e la struttura geometrica e fisica delle radiosorgenti. Gli interferometri funzionano secondo i principi dell'interferometria.
Esistono radiointerferometri di svariate dimensioni: il Very Large Array, nel Nuovo Messico, ad esempio, ha una dimensione di circa 21 km, mentre il VLBA corrisponde ad una antenna virtuale grande quanto l'intero pianeta Terra.

## Principi di funzionamento
I radiointerferometri nascono dal bisogno di aumentare la risoluzione nelle osservazioni nella banda radio. Il raggio del disco di diffrazione entro cui è possibile osservare è fornito dalla legge derivata dalla formula di Dawes:
{\displaystyle R=1.22{\frac {\lambda }{D}}}
Dove λ corrisponde alla lunghezza d'onda a cui si osserva, e D al diametro dell'antenna. È dunque evidente che per ottenere una migliore risoluzione occorre osservare con strumenti di grandi dimensioni. In particolare nella banda radio occorrono parabole molto grandi, perché le onde radio hanno lunghezza d'onda variabile da qualche millimetro a parecchi chilometri. Per questo sono stati costruiti strumenti come il VLA, in cui vengono fatti interferire i segnali provenienti da 27 antenne.

## Radiointerferometri
Il Karl Guthe Jansky Very Large Array (VLA) è un raggruppamento di radiotelescopi entrati in funzione nel 1980 e situato a Socorro, nel Nuovo Messico. Prende il nome dall'omonimo fisico, pioniere della radioastronomia.
I radiointerferometri più piccoli, come VLA, funzionano in modo relativamente semplice. Consideriamo il sistema più semplice, formato da due antenne collegate fra loro che ricevono un segnale proveniente dallo stesso oggetto. È ovvio che il fronte d'onda non colpisce le due antenne contemporaneamente, dunque si misurerà un ritardo fra le onde radio. I segnali ricevuti vengono inviati ad uno strumento detto correlatore, che li fa interferire ottenendo una figura a frangia d'interferenza. Tale figura viene poi studiata per trarre le conclusioni sull'oggetto.
Il Very Long Baseline Array (VLBA) è ad oggi il più grande radiotelescopio interferometrico esistente al mondo. Venne inaugurato nel 1994 dal National Radio Astronomy Observatory e costò circa 85 milioni di dollari.
Le reti di interferometri, come VLBA, esse funzionano in modo piuttosto diverso, perché è impossibile collegare fisicamente dei radiotelescopi posti a grande distanza l'uno dall'altro. Ciascuna antenna registra la posizione del vettore di Poynting, ovvero la posizione dei campi elettrico e magnetico che formano l'onda radio, nello stesso istante, regolandosi con un orologio atomico. Noti questi dati, è possibile far interferire i segnali in un momento successivo, ottenendo ancora una figura di interferenza. 
Il risultato è una mappa dell'area osservata che idealmente ha la stessa risoluzione di quella ottenuta da un radiotelescopio con un diametro pari alla distanza delle singole antenne dell'interferometro.
Strumenti simili possono però operare solamente a grandi lunghezze d'onda; nelle onde elettromagnetiche a frequenza più alta, come la luce visibile, le informazioni contenute nel vettore di Poynting vengono perse non appena il fronte d'onda colpisce il telescopio.